# Eois viridiflava
Eois viridiflava är en fjärilsart som beskrevs av Paul Dognin 1918. Eois viridiflava ingår i släktet Eois och familjen mätare. Inga underarter finns listade i Catalogue of Life.